# 馬庫斯 (伊利諾伊州)
馬庫斯（英語：Marcus）是位於美國伊利諾伊州卡洛爾縣的一個非建制地區。該地的面積和人口皆未知。

## 地理
馬庫斯的座標為42°09′30″N 90°11′45″W / 42.15833°N 90.19583°W，而該地的平均海拔高度為185米（即607英尺）。